# Eduard Rapp
Eduard Rejngoldowicz Rapp (ros. Эдуард Рейнгольдович Рапп, ur. 7 marca 1951 w Omsku) – radziecki kolarz torowy, pięciokrotny medalista torowych mistrzostw świata.

## Kariera
Pierwszy sukces w karierze Eduard Rapp osiągnął w 1971 roku, kiedy zdobył złoty medal w wyścigu na 1 km podczas mistrzostw świata w Varese. Wynik ten powtórzył na rozgrywanych w 1974 roku mistrzostwach świata w Montrealu, a na mistrzostwach w San Sebastián w 1973 roku i mistrzostwach w Liège w 1975 roku zdobywał srebrne medale. W San Sebastián radzieckiego zawodnika wyprzedził tylko Polak Janusz Kierzkowski, a dwa lata później przegrał jedynie z Klausem-Jürgenem Grünke z NRD. Ostatni medal wywalczył na mistrzostwach świata w Amsterdamie w 1979 roku, gdzie w jego koronnej konkurencji zajął trzecie miejsce za Lotharem Thomsem z NRD i Kanadyjczykiem Gordonem Singletonem. W 1972 roku wystartował na igrzyskach olimpijskich w Monachium rywalizację w wyścigu na 1 km kończąc na ósmej pozycji. Startował także na rozgrywanych cztery lata później igrzyskach w Montrealu, jednak został zdyskwalifikowany.